# Список тарганів Польщі
Цей список є списком видів тарганів, спостережених на території Польщі. У фауні Польщі спостерігається 16 видів тарганів, з них 7 видів у межах свого природного ареалу, два — синантропні, але здатні до неконтрольованого поширення, решта — синантропи, що живуть в теплицях.

## Родина Blaberidae
| Українська назва         | Польська назва      | Латинська назва          | Автор таксона    | Поширення у Польщі | Зображення |
| Ряд: Таргани (Blattodea) |                     |                          |                  |                    |            |
| Родина: Blaberidae       |                     |                          |                  |                    |            |
|                          |                     | Panchlora exoleta        | Burmeister, 1838 |                    |            |
| Тарган банановий зелений | Karaczan zielony    | Panchlora nivea          | Linnaeus, 1758   |                    |            |
| Тарган суринамський      | Karaczan surinamski | Pycnoscelus surinamensis | Linnaeus, 1767   |                    |            |

## Родина Blattidae
| Українська назва         | Польська назва          | Латинська назва          | Автор таксона   | Поширення у Польщі                           | Зображення |
| Ряд: Таргани (Blattodea) |                         |                          |                 |                                              |            |
| Родина: Blattidae        |                         |                          |                 |                                              |            |
| Тарган американський     | Przybyszka amerykańska  | Periplaneta americana    | Linnaeus, 1758  | У Польщі рідкісний синантропний вид          |            |
| Тарган австралійський    | Przybyszka australijska | Periplaneta australasiae | Fabricius, 1775 | У Польщі рідкісний синантропний вид          |            |
| Тарган чорний            | Karaluch                | Blatta orientalis        | Linnaeus, 1758  | У Польщі відносно поширений синантропний вид |            |

## Родина Blattellidae
| Українська назва         | Польська назва    | Латинська назва        | Автор таксона    | Поширення у Польщі                           | Зображення |
| Ряд: Таргани (Blattodea) |                   |                        |                  |                                              |            |
| Родина: Blattellidae     |                   |                        |                  |                                              |            |
| Прусак рудий             | Karaczan prusak   | Blattella germanica    | Linnaeus, 1767   | У Польщі відносно поширений синантропний вид |            |
|                          |                   | Ectobius erythronotus  | Burr, 1899       |                                              |            |
| Тарган лапландський      | Zadomka polna     | Ectobius lapponicus    | Linnaeus, 1758   | У Польщі відносно поширений вид              |            |
|                          |                   | Ectobius lucidus       | Hagenbach, 1822  |                                              |            |
|                          |                   | Ectobius pallidus      | Olivier, 1789    |                                              |            |
| Тарган лісовий           | Zadomka leśna     | Ectobius sylvestris    | Poda, 1761       | У Польщі досить поширений по всій країні     |            |
|                          |                   | Ectobius duskei        | Aelung, 1904     |                                              |            |
|                          | Bezżyłka plamista | Phyllodromica maculata | Schreber, 1781   | У Польщі досить поширений по всій країні     |            |
|                          |                   | Nyctibora brunnea      | Thunberg, 1826   |                                              |            |
|                          |                   | Nyctibora sericea      | Burmeister, 1838 |                                              |            |